# Rhophitulus pereziae
Rhophitulus pereziae är en biart som först beskrevs av Schlindwein och Jesus Santiago Moure 1998.  Rhophitulus pereziae ingår i släktet Rhophitulus och familjen grävbin. Inga underarter finns listade i Catalogue of Life.